# فرانز جاكسون
فرانز جاكسون (بالإنجليزية: Franz Jackson)‏ هو عازف جاز أمريكي، ولد في 1 نوفمبر 1912 في روك أيلاند في الولايات المتحدة، وتوفي في 6 مايو 2008.

## وصلات خارجية
- فرانز جاكسون على موقع ميوزك برينز (الإنجليزية)
- فرانز جاكسون على موقع ديسكوغز (الإنجليزية)